# Крисчен (округ, Иллинойс)
Кри́счен (англ. Christian County) — округ в штате Иллинойс, США. Официально образован в 1839 году. По состоянию на 2010 год, численность населения составляла 34 800 человека.

## География
По данным Бюро переписи США, общая площадь округа равняется 1 854,442 км2, из которых 1 836,312 км2 — суша, и 6,300 км2, или 0,900 % — это водоёмы.

## Население
По данным переписи населения 2000 года в округе проживает 35 372 жителя в составе 13 921 домашних хозяйств и 9480 семей. Плотность населения составляет 19,00 человек на км2. На территории округа насчитывается 14 992 жилых строения, при плотности застройки около 8,00-ми строений на км2. Расовый состав населения: белые — 96,34 %, афроамериканцы — 2,14 %, коренные американцы (индейцы) — 0,16 %, азиаты — 0,37 %, гавайцы — 0,03 %, представители других рас — 0,47 %, представители двух или более рас — 0,48 %. Испаноязычные составляли 0,98 % населения независимо от расы.
В составе 30,40 % из общего числа домашних хозяйств проживают дети в возрасте до 18 лет, 55,30 % домашних хозяйств представляют собой супружеские пары, проживающие вместе, 9,10 % домашних хозяйств представляют собой одиноких женщин без супруга, 31,90 % домашних хозяйств не имеют отношения к семьям, 28,40 % домашних хозяйств состоят из одного человека, 14,70 % домашних хозяйств состоят из престарелых (65 лет и старше), проживающих в одиночестве. Средний размер домашнего хозяйства составляет 2,41 человека, и средний размер семьи — 2,94 человека.
Возрастной состав округа: 24,10 % — моложе 18 лет, 7,60 % — от 18 до 24, 28,10 % — от 25 до 44, 23,00 % — от 45 до 64, и 23,00 % — от 65 и старше. Средний возраст жителя округа — 39 лет. На каждые 100 женщин приходится 99,60 мужчин. На каждые 100 женщин старше 18 лет приходится 97,30 мужчин.
Средний доход на домохозяйство в округе составлял 36 561 USD, на семью — 43 342 USD. Среднестатистический заработок мужчины был 32 344 USD против 22 522 USD для женщины. Доход на душу населения составлял 17 937 USD. Около 6,50 % семей и 9,50 % общего населения находились ниже черты бедности, в том числе — 13,40 % молодежи (тех, кому ещё не исполнилось 18 лет) и 10,20 % тех, кому было уже больше 65 лет.